# Fissidens angustiusculus
Fissidens angustiusculus là một loài Rêu trong họ Fissidentaceae. Loài này được Dixon & P. de la Varde mô tả khoa học đầu tiên năm 1927.